# Denis Maillefer
Pour les articles homonymes, voir Maillefer.
Denis Maillefer, né le 28 août 1965 à Pompaples, est un directeur de théâtre, metteur en scène, enseignant et comédien suisse.

## Biographie
Denis Maillefer naît le 28 août 1965 à Pompaples, dans le canton de Vaud, en Suisse. Son père est gendarme ; sa mère, enseignante. Il grandit à Prilly, puis à Cossonay.
Après un baccalauréat en lettres en 1985, il se forme entre 1985 et 1987 en art dramatique au Conservatoire de Lausanne,, mais ne termine pas sa formation. Il devient ensuite l’assistant de Patrice Chéreau à Paris avant de revenir en Suisse. Cofondateur en 1987, avec le scénographe et plasticien Massimo Furlan, de l'association "Théâtre en Flammes",, il signe plus de 40 mises en scène de théâtre et d’opéra, surtout en Suisse romande, mais également en Suisse alémanique, en France, en Allemagne et en Autriche,.
De 1995 à 2005, il enseigne l'art dramatique à la Haute école pédagogique du canton de Vaud de Lausanne puis, entre 2002 et 2003, à l'École supérieure d'art dramatique de Genève. Dès 2003, il enseigne la mise en scène à La Manufacture, Haute école des arts de la scène, à Lausanne, dont il est entre 2009 et 2011 le responsable pédagogique.
Il est le codirecteur du Théâtre Les Halles de Sierre, puis codirecteur de la Comédie de Genève de 2017 à 2023 avec Natacha Koutchoumov. Il devient en janvier 2025 le directeur artistique du Théâtre du Jura, à Delémont,.
Il obtient le prix jeunes créateurs de la Fondation vaudoise pour la culture en 1993 et le prix culturel Leenaards en 2002.
Il est père de deux enfants.

## Œuvres

### Comme metteur en scène de théâtre
- 1987 :  Fool for love, Sam Shepard. Dolce Vita (Lausanne)[1] ;
- 1988 :  Pourquoi n’as-tu rien dit, Desdémone ?, Christine Brückner. Théâtre de Vidy (Lausanne) et tournée[1] ;
- 1989 : Roméo et Juliette, William Shakespeare. Théâtre de Beausobre (Morges)[1] ;
- 1991 : Passage du poète, Charles Ferdinand Ramuz. Théâtre Trois P'tits Tours (Morges)[1] ;
- 1992 : Chant de Pâques, Charles Ferdinand Ramuz. Théâtre Trois P'tits Tours (Morges)[1] ;
- 1992 : La beauté sur la terre, Charles Ferdinand Ramuz. Théâtre de Vidy (Lausanne)[1] ;
- 1995 : Roberto Zucco, Bernard-Marie Koltès. Arsenic (Lausanne)[1],[13] ;
- 1996 : Léonce et Léna, Georg Büchner. Arsenic (Lausanne) et tournée[1],[10] ;
- 1997 : Der Fleischer (le boucher), Alina Reyes. Theater Satyricon, Brême (Allemagne)[10] ;
- 1998 : La Cerisaie, Anton Tchekhov. Arsenic (Lausanne), et tournée[1],[10] ;
- 1999 : Laurel et Hardy vont au paradis, Paul Auster. Arsenic (Lausanne) et tournée[1],[10] ;
- 1999 : Participation à la Fête des Vignerons comme assistant de François Rochaix[1],[10] ;
- 2000 : Bérénice, Jean Racine, Arsenic (Lausanne) et tournée[1],[10] ;
- 2001 : Je suis le mari de ***, Antoine Jaccoud. Le Poche (Genève) et tournée[1],[10] ;
- 2001 : La supplication, Svetlana Alexievitch, Anciens Ateliers de constructions mécaniques de Vevey[1],[2] ;
- 2002 : La Descente d'Orphée, Tennessee Williams, Théâtre de Carouge[10] ;
- 2002 : Flon-Flon et Musette, Elzbieta, Petit Théâtre (Lausanne) et tournée[10] ;
- 2003 : Le voyage en Suisse, Antoine Jaccoud. Arsenic (Lausanne) et tournée[10] ;
- 2003 : Spectacle du bicentenaire, Antoine Jaccoud, Lausanne et tournée[10] ;
- 2003 : La jeune fille, le diable et le moulin, Olivier Py, théâtre Am Stram Gram (Genève)[10] ;
- 2004 : On liquide, Antoine Jaccoud. Arsenic (Lausanne)[14]  ;
- 2004 : Je vous ai apporté un disque. Théâtre Saint-Gervais (Genève), Bâtie-Festival de Genève[10] ;
- 2005 : Marie, prénom d'emprunt, Isabelle Guisan. Espace Nuithonie (Villars-sur-Glâne)[10].
- 2006 : Tendre et cruel, Martin Crimp. Comédie de Genève, La Manufacture (Colmar), Espace Malraux (Chambéry), Arsenic (Lausanne)[10] ;
- 2007 : La première fois, La Bâtie (Genève), Arsenic (Lausanne) et tournée[10] ;
- 2007 : Nature morte dans un fossé et Gênes 01, Fausto Paravidino, Théâtre Saint-Gervais (Genève), Arsenic (Lausanne), Théâtre Benno Besson (Yverdon-les-bains), Les Francophonies (Limoges)[10] ;
- 2013 : In love with Federer, avec Bastien Semenzato. Le Poche (Genève), Théâtre Les Halles (Sierre), Arsenic (Lausanne) et tournée[15] ;
- 2014 : Seule la mer, Amos Oz, Théâtre Benno Besson (Yverdon-les-bains) et tournée[16] ;
- 2024 : Rêve d'automne, Jon Fosse. Comédie de Genève[17].

### Comme metteur en scène d'opéra
- 1987 : Goyescas, Enrique Granados. Arsenic (Lausanne)[1] ;
- 1998 : Der Schauspieldirektor, Wolfgang Amadeus Mozart. Opéra de Lausanne et Festival de la Cité (Lausanne)[1] ;

### Comme comédien
- 2013 : In love with Federer, avec Bastien Semenzato. Le Poche (Genève), Théâtre Les Halles (Sierre), Arsenic (Lausanne) et tournée[15] ;